# Juta (Einheit)
Die Juta, auch nur Jut, war ein Längenmaß im Königreich Siam. Es ist in der Größe mit einer Meile vergleichbar.
- 1 Juta = 100 Sen = 2000 Faden = 8000 Ellen/Cobits = 16.000 Spannen = 192.000 Fingerbreiten = etwa 3900 Meter

Der Faden war das bestimmende und gebräuchlichere Maß. Er konnte in Halbe und Viertel usw. geteilt werden.
- 1 Faden = 6,5 Fuß (engl.) = 878 Pariser Linien = 1,95 Meter